# Gorzki płacz
Gorzki płacz – polska wersja utworu „The Weeping Song” z płyty The Good Son australijskiego barda Nicka Cave’a, przetłumaczona przez Przemysława Lembicza z Kwartetu ProForma. To także tytuł EP-ki zespołu z 2006 r.. Pieśń jest tamże pierwsza z kolei, a na płycie długogrającej Biały Dwór występuje jako 12. utwór. „Gorzki płacz” to również trzeci singel z albumu Wiwisekcja kolaboracji muzycznej Kazika i Kwartetu ProForma (piosenka jest 4. z kolei na CD2). Singel, wydany przez S.P. Records, miał premierę 14 września 2015 i ponownie został wysłany do promocji radiowej w dniach 21 i 28 września 2015. Piosenka jest poetyckim dialogiem ojca z synem na temat spraw ludzkich: miłości, tęsknoty, rozpaczy i przebaczenia.

## Notowania
- Lista Przebojów Radia Merkury: 1[5]
- Lista Przebojów Trójki: 13[6]

## Teledysk
Powstał, nagrany w czasie jednej z prób muzycznych, w dwóch wersjach („gorzki” i „płacz”), według scenariusza i w reżyserii Kazika Staszewskiego. Zgodnie z pomysłem Staszewskiego wideo nagrano telefonem. Teledysk został opublikowany w serwisie YouTube dnia 30 czerwca 2015.